# Birthe Backhausen
Birthe Backhausen (* 20. Januar 1927 in Kopenhagen; † 18. November 2005 ebenda) war eine dänische Schauspielerin und Regisseurin.

## Karriere
Birthe Backhausen absolvierte ab ihrem 10. Lebensjahr eine Ausbildung zur Balletttänzerin am Königlichen Theater Kopenhagen. Von 1946 bis 1949 machte sie an der Staatlichen Theaterschule in Kopenhagen ihre Schauspielausbildung. Ab 1951 war sie festes Ensemblemitglied am Odense Teater, wo sie ab 1968 auch als Schauspiellehrerin tätig war. Sie spielte auch am Aarhus Teater, am Gladsaxe-Theater, Folketeatret und am Svendborg-Theater. Sie wirkte in zahlreichen Theaterstücken, Kabarett-Programmen, Varieté-Shows und Musicals mit, so unter anderem in Hair.
Als Schauspielerin vor der Kamera wirkte sie von 1950 bis 2002 in mehr als 30 Film-und-Fernsehproduktionen mit, so auch in der beliebten Serie Die Leute von Korsbaek. Sie führte zudem die Regie bei fünf Spielfilmen.

## Privatleben
Birthe Backhausen war in erster Ehe von 1949 bis zu seinem Tod im Jahr 1960 mit dem Theaterregisseur Helge Rungwald verheiratet. Die Ehe blieb kinderlos.
In zweiter Ehe war sie mit dem aus Schweden stammenden Theaterdirektor und Intendanten Hans Lundgreen verheiratet, mit dem sie eine Tochter hatte. 
Birthe Backhausen starb am 18. November 2005 im Alter von 78 Jahren in Kopenhagen. Dort wurde sie auf dem Vestre-Katolske-Kirkegard beigesetzt.

## Filmografie (Auswahl)
- 1950: I gabestokken
- 1979: Charly & Steffen
- 1979–1981: Die Leute von Korsbaek (Matador, Fernsehserie, 11 Folgen)
- 1980: Kvindesind
- 1988: Elvis Hansen: en samfundshjælper
- 1988: Ved vejen
- 2000: Unit One – Die Spezialisten (Rejseholdet, Fernsehserie 2 Folgen)
- 2002: At kende sandheden